# Almacenes Ley
Almacenes Ley fue una cadena de almacenes colombiana fundada en Barranquilla por Luis Eduardo Yepes en 1922 que se dedicaba al comercio de productos para el hogar. La empresa cerró al ser absorbida por Almacenes Éxito en 2012.

## Orígenes
Luis Eduardo Yepes había nacido en 1894 en Copacabana, Antioquia. En 1921 se mudó a Manizales con su familia para crear una miscelánea llamada "La Fontana", por desgracia el negocio familiar se destruyó por un incendio en el local y esto causó que entraran en una crisis económica. En 1922 Luis Eduardo y su familia se mudaron a Barranquilla donde estaba el carnaval en ese momento, por ende con el poco dinero que tenía decidió alquilar la mitad de un negocio de zapatos y le puso las iniciales de su nombre dando como resultado "LEY".

## Historia
En 1922 los Almacenes Ley son fundados por Luis Eduardo Yepes en Barranquilla vendiendo en un principios cosas alusivas al Carnaval de Barranquilla que estaba en ese entonces, luego de que se terminara expandiría más su catálogo de productos. El primer eslogan fue de los almacenes fue "de 5 centavos a 1 peso". Con el paso del tiempo consiguió pagar las deudas del primer negocio familiar y además de expandirse a otras ciudades como Cali, Medellín, Bogotá, Cartagena y Ciénaga (Magdalena), gracias al apoyo financiero de la empresa y el apoyo financiero de sus hermanos.
En 31 de enero de 1936 el fundador murió, la familia de él vendió la empresa a los señores Germán Saldarriaga, Jesús Mora y Jorge de Bedout, cambiando el nombre a "Almacenes Ley. Ltd." y el nuevo eslogan era: "En el ley cuesta menos".
En 1944 la sede principal de la empresa pasó a ser Medellín. El 1 de julio de 1957 Yepez adquiere los activos de la sociedad comercial de Tito Abbo Jr. & Hnos. de Cucuta.
En 1959 los Almacenes Ley pasaron a ser una "Sociedad Anónima" y empezaron a ser administrados por Cadenalco S.A (que fue la razón social de su cambio a "Sociedad Anónima").
En la década de los 60 nació el personaje "Don Julio" un señor vestido con apariencia elegante que aparecía en los comerciales de los almacenes en el mismo mes.
A finales de la década de los 90 nació una mascota que era un gallo que aparecía bajo la campaña "Madrúguele a diciembre" donde decía que los productos estaban a precio de huevo.
Durante los 90 la empresa estaba decente gracias a los ingresos de sus marcas hermanas como "Almacenes Super Ley" que era la versión del almacén pero para la gente con altos ingresos. Sin embargo aquí entra Almacenes Éxito que comienza la integración con el Ley.
En noviembre del 2001 el Éxito adquiere a Cadenalco y desaparece a Almacenes Super Ley, cosa que benefició a la versión normal de este almacén. Ahora Almacenes Ley era administrado por el Éxito y debido a que este quería que el Ley tuviera una identidad similar a ellos, cambió el logotipo de los cuadros rojos al último que salió con el tomate arriba.
Los dos almacenes convivían normalmente hasta que en el 2010 Éxito anunció que iban a absorber a los Almacenes Ley y empezaron a reemplazar las tiendas hasta que el último local fue reemplazado en la zona de Belén en la ciudad de Medellín en 2012 y luego de eso Almacenes Ley dejó de existir.